# Canthon unicolor
Canthon unicolor là một loài bọ cánh cứng trong họ Bọ hung (Scarabaeidae).